# دیویانشا کایوشک
دیویانشا کایوشک (به انگلیسی: Divyansha Kaushik) بازیگر هندی است.
از کارهای معروف او می‌توان به بازی در فیلم‌های همسفر و مایکل اشاره کرد.